# Acetat de magnesi
El compost anhidre d'acetat de magnesi té com a fórmula química Mg(C₂H₃O₂)₂ i la seva forma hidratada, l'acetat de magnesi tetrahidratat, té la fórmula química Mg(CH₃COO)₂ • 4H₂O. En el seu compost el magnesi té un estat d'oxidació de 2+. L'acetat de magnesi és la sal de magnesi de l'àcid acètic. És higroscòpic i després d'escalfar-se es descompon per formar òxid de magnesi. L'acetat de magnesi és comunament utilitzat com a font de magnesi en reaccions biològiques.

## Propietats físiques
L'acetat de magnesi apereix com a cristalls higroscòpics de color blanc. Fa olor d'àcid acètic i és soluble en aigua. A temperatures superiors a 135 °C, el compost es descompon.

## Emmagatzematge
Com que és molt higroscòpic, ha de ser emmagatzemat enfora de l'aigua. També és incompatible amb forts oxidants i no s'ha de mesclar amb ells.

## Síntesi
La síntesi de l'acetat de magnesi a partir de la reacció d'hidròxid de magnesi amb àcid acètic.
{\displaystyle 2CH_{3}COOH+Mg(OH)_{2}\longrightarrow (CH_{3}COO)_{2}Mg+2H_{2}O}
El carbonat de magnesi en suspensió en aigua destil·lada amb solució d'àcid acètic al 20%.
{\displaystyle 2CH_{3}COOH+MgCO_{3}\longrightarrow Mg(CH_{3}COO)_{2}+CO_{2}+H_{2}O}
Com a reacció de magnesi metàl·lic amb àcid acètic dissolt en benzè nitrogen sec provoca acetat de magnesi per formar juntament amb l'alliberament d'un gas, normalment hidrogen.
{\displaystyle Mg+2CH_{3}COOH\longrightarrow Mg(CH_{3}COO)_{2}+H_{2}}

## Usos i aplicacions
En el 1881 Charles Clamond va inventar la cistella de Clamond, una de les primeres camises incandescent. Els reactius utilitzats en aquesta invenció incloïen l'acetat de magnesi, l'hidròxid de magnesi i aigua.
L'acetat de magnesi és majoritàriament utilitzat com a font d'energia o per l'ió acetat en experiments químics. Un exemple d'això és quan l'acetat de magnesi i el nitrat de magnesi varen ser utilitzats per dur a terme simulacions de dinàmica molecular i mesuraments de tensió superficial. En l'experiment els autors varen veure que l'acetat tenia una afinitat més forta per a la superfície en comparació amb l'ió nitrat i que el Mg2+ repel·lit fortament lluny de la interferència d'aire / líquid. També van trobar que el Mg2 + tenia una tendència més forta per unir-se amb l'acetat d'ions en comparació amb el nitrat.
Un dels usos més freqüents d'acetat de magnesi es troba en la mescla anomenada acetat de magnesi de calci (CMA). És una mescla d'acetat de calci i acetat de magnesi. El CMA està pensat com un anticongelant alternativa ecològica a NaCl i CaCl2. CMA també actua com un potent SO₂, NOx, l'agent de control d'emissió de partícules tòxiques en els processos de combustió de carbó per reduir la pluja àcida, i com un catalitzador eficaç per a la facilitació de la combustió del carbó.
S'ha trobat que l'acetat de magnesi causa un canvi en l'enzim primasa Escherichia coli. En aquest experiment Mg(OAc)₂, MnCl₂, CaCl₂, acetat sòdic, LiCl, MgSO₄ i MgCl₂ es van

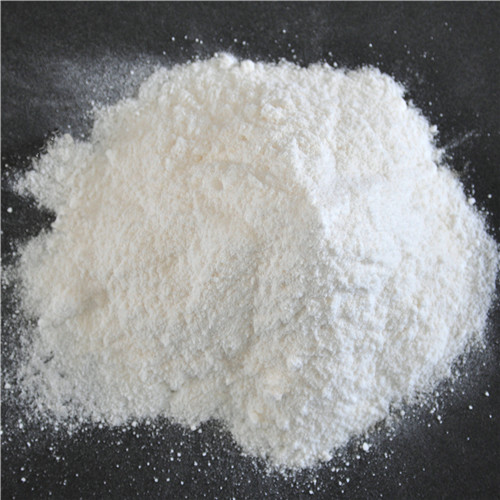
Aparença de l'acetat de magnesi

comparar tots per veure quin efecte que van tenir sobre l'enzim primasa d'Escherichia coli. Els científics van trobar que el Mg(OAc)₂ va fer que el millor canvi. MgSO₄ i MgCl₂ indueixen l'efecte lleugerament, mentre que la resta no va fer efecte.
Quan l'acetat de magnesi es barreja amb peròxid d'hidrogen actua com un bactericida.
S'ha demostrat que l'acetat de magnesi és eficaç en la calcinació de compostos orgànics en la preparació d'una anàlisi de fluor quan les concentracions altes o baixes de fluor són presents.
També es pot utilitzar per a la producció de suplements alimentaris, cosmètics i medicaments.

## Seguretat
L'acetat de magnesi és un compost relativament segur de manejar i se li ha donat una qualificació de risc per a la salut de zero. No obstant això, sempre s'ha de manejar amb guants i ulleres de seguretat. Si entra en els ulls, la pell, ingerit, inhalat o que causarà irritació en les àrees respectives: els ulls, la pell, el sistema gastrointestinal i els pulmons.